# Estação Mercat Nou

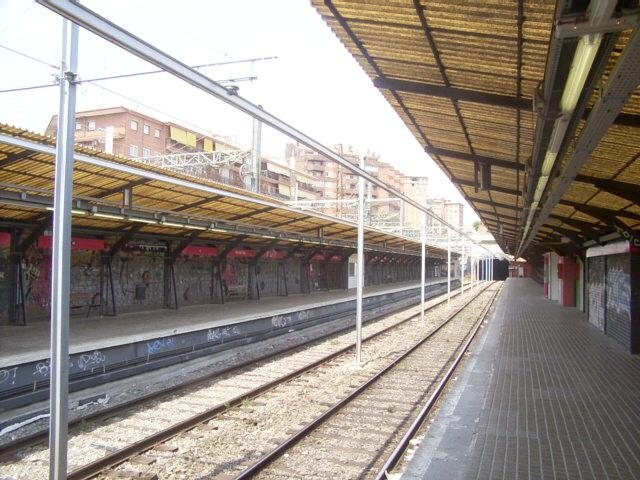
Estação Mercat Nou em 2002.

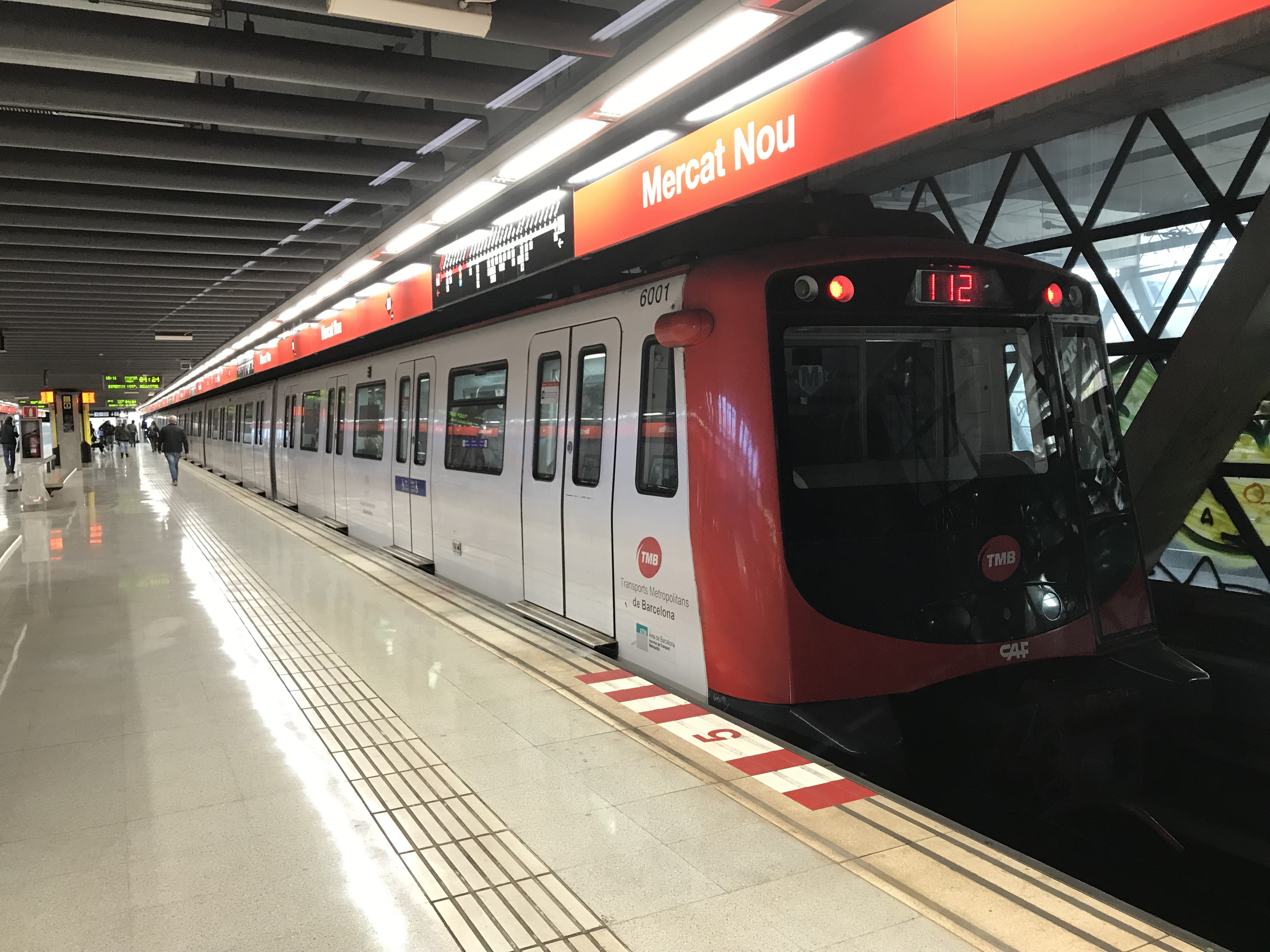
Estação Mercat Nou em 2019.

Mercat Nou é uma estação da Linha 1, do Metro de Barcelona.